# Capella del Col·legi dels Escolapis
La Capella del Col·legi dels Escolapis és un oratori a la ciutat de Granollers (Vallès Oriental) catalogat a l'Inventari del Patrimoni Arquitectònic de Catalunya. La capella del Col·legi de segona ensenyança dels pares Escolapis és em un angle de la part posterior de l'edifici. Es tracta d'una estructura quadrangular, amb una torre a la cantonada, envoltada per arcs de tipus llombard, també coneguts com a arcs cecs. Presenta finestres geminades, una gran arquivolta de poca profunditat i una columna que sosté el timpà amb dues finestres d'ull de bou a sobre. Tot el conjunt és un revival de l'arquitectura religiosa romànica. Per altra banda, és l'única part de tot el Col·legi que guarda semblança amb el projecte original. L'interior ha estat reformat.
Els pares Escolapis arribaren a Granollers l'any 1933 i s'instal·laren a l'antic Col·legi de Germans de la Doctrina Cristiana (Maristes). El 1936 aquesta residència quedà totalment destruïda. El rector P. Julián Centelles, aconseguí de l'Ajuntament la venda de l'actual edifici per un preu molt baix. Es tractava d'un edifici llogat per l'Ajuntament per a l'Institut de Segona Ensenyança, que passà a un local al costat de l'actual sala Tarafa. Començaren les classes l'1 de setembre del 1939 a l'antic edifici de l 'Institut i es projectà la capella per al nou Col·legi Escolapi (1940), que fou beneït el 3 de juliol del 1945. La creació dels Escolapis fou impulsada per la burgesia industrial de Granollers, de manera que noms com Estebanell, Trullàs i Roca Umbert van cooperar econòmicament.
L'edifici va ser enderrocat a l'any 2018 en el procés de reforma i ampliació de l'Escola Pia de Granollers, que és una de les vàries escoles d'Escola Pia de Catalunya. A l'espai prèviament ocupat per l'església s'hi està construint un gimnàs i vestidors a la planta baixa, que tindran accés al pavelló, una sala d'actes polivalent, aules al pis de dalt i un pati al terrat. Al 2019, Xavier Ambròs, actual director de l'escola, va comentar en una entrevista a El 9 Nou que es preveia la finalització de la construcció entre els anys 2020 i 2021, però la construcció s'ha vist alentida per la pandèmia del COVID-19.